# Iosif Costinaș
Iosif Costinaș (n. 16 februarie 1940, București – d. 7 iunie 2002) a fost un jurnalist, regizor și militant al societății civile, una dintre personalitățile orașului Timișoara.
Era unul dintre cei mai citiți editorialiști din acest oraș.
A dispărut în iunie 2002, iar în iunie 2003, cadavrul lui a fost descoperit într-o pădure de lângă un sat timișean.
Moartea acestuia fost clasată drept "sinucidere", fără ca organele de cercetare sau urmărire penală să fi luat în considerare toate probele și mărturiile.
În condițiile unei instrumentări defectuoase a cazului, în anul 2005, atât apropiații jurnalistului, cât și societatea civilă timișoreană au cerut redeschiderea dosarului pentru a se face lumină în legătură cu cauzele reale ale morții lui Costinaș.
Iosif Costinaș s-a preocupat îndeaproape de dosarele Revoluției, iar la data dispariției avea în lucru o carte cu dezvăluiri despre lumea interlopă locală și conexiuni cu oameni influenți din Timișoara.
La sfârșitul anului 2002, realizatoarea de televiziune Lucia Hossu Longin i-a dedicat lui Costinaș un film, „Un jurnalist dispărut”.